# Тингей (остров)
Ти́нгей (исл. Þingey, исландское произношение: [ˈθiŋkːei]) — небольшой остров на реке Скьяульвандафльоут на севере Исландии (община Тингейярсвейт в регионе Нордюрланд-Эйстра).

## География
Остров находится на реке Скьяульвандафльоут, к востоку от горы Киннарфедль (исл. Kinnarfell). Тингей имеет длину около 5,5 км и 1,5 км в самом широком месте. Площадь острова составляет около 4,85 км², а высота над уровнем моря не более 64 метров.

## История
Тингей упоминается в древних сагах и различной литературе как региональный центр — место тинга (народного собрания) во времена исландского народовластия. Современные археологические исследования подтверждают, что здесь действительно регулярно проводилось какие-то собрания, и существовала достаточно сложная система каменных сооружений (общей длиной около 150 км) непонятного назначения.

## Достопримечательности
На острове площадью около 550 га Национальный институт археологии Исландии зарегистрировал 28 объектов культурного наследия. Археологи провели исследования на Тингее в 2004-2005 годах и в июне 2016 года. Они обнаружили остатки земляных сооружений, брода, дамбы и другие древние руины, отражающие исландский народный быт, формировавшийся на протяжении тысячелетий. Остатки стен в виде развалин, по мнению археологов, могли быть средневековым зданием парламента с садом, обнесённым двойным забором, древними фермами и другими строениями. По устным преданиям, на острове могли осуществляться казни по приговору парламента: преступников вешали между двумя скалами, а затем сбрасывали в водопад Улларфосс. С именем Улль связан ряд географических названий и мест отправления культа в Скандинавии.